# Is Anybody Out There
Is Anybody Out There è un brano musicale scritto ed interpretato dal rapper somalo K'naan, con la collaborazione della cantante canadese Nelly Furtado, estratto come singolo dal suo extended play More Beautiful Than Silence.
Il brano è stato inizialmente pubblicato tramite iTunes il 24 gennaio 2012. Il singolo è stato prodotto da Sham & Motesart.

## Video musicale
Il video musicale prodotto per Is Anybody Out There è stato diretto da Chris Robinson e girato a Toronto, Ontario, Canada durante la prima settimana di febbraio 2012. La trama del video segue due personaggi chiamati Mary ed Adam. K'naan racconta del loro viaggio durante il rap. Mary lotta con il proprio aspetto e con il giudizio dei suoi coetanei mentre Adam combatte con la droga ed il padre assente. K'naan e Nelly Furtado sono mostrati in una scena indipendente, situati in un bosco desolato.

## Critica
Is Anybody Out There ha ottenuto recensioni altalenanti da parte della critica. Il brano è stato criticato negativamente da Jody Rosen di Rolling Stone. Rosen ha dato alla collaborazione appena una stella e mezzo su cinque, criticando il contenuto del testo. La performance vocale di Nelly Furtado e di K'naan sono stati commentati positivamente da Bill Lamb di About.com, che ha dato al brano quattro stelle su cinque, criticando comunque il suo suono leggero.

## Tracce
Download digitale
1. Is Anybody Out There (feat. Nelly Furtado) — (3:58)

## Classifiche
| Classifica (2012) | Posizione massima |
| ----------------- | ----------------- |
| Austria           | 7                 |
| Canada            | 14                |
| Germania          | 11                |
| Nuova Zelanda     | 1                 |
| Paesi Bassi       | 25                |
| Repubblica Ceca   | 19                |
| Slovacchia        | 15                |
| Stati Uniti       | 92                |
| Svizzera          | 20                |